# Back to Now
Back to Now ist das siebte Album des US-amerikanischen Funk/Soul-Trios Labelle. Das Album wurde am 21. Oktober 2008 in den USA veröffentlicht. Es ist das Comeback-Album des Trios und ihr erstes nach 32 Jahren.

## Hintergrund
Laut den Gruppenmitgliedern entstammt der Titel Back to Now früheren Liedern der Gruppe und soll eine Referenz an jene sein. Man wolle dort weitermachen, wo man 1977 aufgehört habe.
Die erste Single Roll Out, die von Wyclef Jean produziert wurde, wo er auch am Gesang beteiligt war, wurde am 18. November 2008 veröffentlicht. Für den Gesang wurden Auto-Tune-Effekte genutzt.
Kritiker lobten auf dem Album die moderne Contemporary-R&B-Ballade Superlover. Außer in The Truth Will Set You Free wo Hendryx den Lead-Gesang neben Lenny Kravitz an der Gitarre übernimmt, wurden die anderen Lieder von allen Mitgliedern gesungen. Gelobt wurde auch Labelles Sopran-Gesang im Titel System. Tears for the World, eine Hendryx-Komposition, wurde auch für den kraft- und gefühlvollen Gesang der Mitglieder gelobt.
Es ist mit Dear Rosa ein Tribut an die Menschenrechtsaktivistin Rosa Parks sowie eine Coverversion des Cole-Porter-Standards Miss Otis Regrets enthalten, das Labelle ursprünglich für ihr Debütalbum Labelle aufnehmen sollte.
Eine iTunes-Version des Albums enthält zusätzlich den Bonustitel You Make Me Feel (Mighty Real).

## Titelliste
1. Candlelight (10:00)
2. Roll Out (featuring Wyclef Jean) (3:51)
3. Superlover (4:14)
4. System (5:32)
5. The Truth Will Set You Free (4:58)
6. Without You in My Life (5:29)
7. Tears for the World (4:33)
8. Dear Rosa (6:47)
9. How Long (4:33)
10. Miss Otis Regrets (4:39)
11. You Make Me Feel (Mighty Real) (4:31) (iTunes Bonustitel)

## Charts
Back to Now debütierte am 8. November 2008 auf Platz 45 der Billboard 200. In den R&B/Hip-Hop-Album-Charts debütierte das Album auf Platz 9.

### Platzierungen
| Chart (2008)                          | Höchst position |
| ------------------------------------- | --------------- |
| U.S. Billboard 200                    | 45              |
| U.S. Billboard Top R&B/Hip-Hop Albums | 9               |